# Bitbucket
Bitbucket ist eine proprietäre Softwareentwicklungsplattform. Der Dienst wurde ursprünglich als reines Mercurial-System entwickelt, jedoch am 3. Oktober 2011 um Unterstützung für Git erweitert. Bitbucket wurde 2007 durch den Dänen Jesper Nøhr entwickelt und 2010 von Atlassian gekauft. Seit dem 1. Juli 2020 wird Mercurial nicht mehr unterstützt.
Ähnliche Dienste sind GitHub, GitLab und Gitee.

## Eigenschaften
Bitbucket kann wahlweise On-Prem auf eigenen Servern selbst, oder als Cloud-Dienst betrieben werden. Letzterer wurde bis August 2021 von Atlassian betrieben. Seitdem hat der Hersteller die Server zu Amazons Clouddienst AWS ausgelagert. In beiden Fällen handelt es sich um einen proprietären Dienst, der nach Anzahl der Benutzer lizenziert werden muss.
Im Gegensatz zu anderen Open-Source-Hostern wie SourceForge ist auf Bitbucket nicht das Projekt als Sammlung von Quelltext zentral, sondern der Nutzer mit seinen Repositories, also Verzeichnissen, die vom jeweiligen Versionsverwaltungssystem (Version Control System) verwaltet werden. Gleichzeitig wird das Erstellen (Branchen) und Zusammenführen (Mergen) von Abspaltungen (Forks) besonders propagiert. Abspaltungen dienen weiterhin dazu, einfach bei anderen Projekten mitentwickeln zu können.
Benutzer werden dazu ermutigt, in Teams zusammenzuarbeiten. Bitbucket stellt grundsätzlich jedem Benutzer auch eine unbegrenzte Anzahl privater, also nicht öffentlich sichtbarer Repositories, kostenlos zur Verfügung – so wie seit 2019 auch der von Microsoft übernommene Konkurrent GitHub. Außerdem können Teams aus bis zu fünf Mitgliedern ein kostenfreies Abonnement abschließen. Größere Teams müssen einen monatlichen Betrag entrichten.

## Plattform und Kosten
Im Rahmen einer Cloud-First-Strategie begann Atlassian 2020 Bitbucket, gemeinsam mit anderen Server-basierten Angeboten, in die Cloud zu migrieren. Ab Februar 2021 wurde der Verkauf von Bitbucket als Server-Produkt eingestellt. Kunden erhielten bis Februar 2024 Support für alle Server-Produkte.
Ähnlich wie bei konkurrierenden Plattformen existiert für Bitbucket ein kostenfreies Angebot, in dem einige Funktionen eingeschränkt sind. Diese können erhöht bzw. teils aufgehoben werden, in dem der Nutzer ein kostenpflichtiges Abonnement abschließt.

## Verwendung
2014 arbeiteten über 330.000 Teams aus über 2,5 Millionen Entwicklern mit Bitbucket, 200 Terabyte Code wurden gehostet.